# Rapid City
Rapid City es un lugar designado por el censo (en inglés, census-designated place, CDP) ubicado en el condado de Kalkaska, Míchigan, Estados Unidos. Según el censo de 2020, tiene una población de 1357 habitantes.

## Geografía
La localidad está ubicada en las coordenadas 44°50′18″N 85°17′23″O / 44.83833, -85.28972 (44.838445, -85.289849). Según la Oficina del Censo de los Estados Unidos, Rapid City tiene una superficie total de 14.3 km², de la cual 14.0 km² corresponden a tierra firme y 0.3 km² son agua.

## Demografía
Según el censo de 2020, hay 1357 personas residiendo en Rapid City. La densidad de población es de 96.9 hab./km². El 92.9% de los habitantes son blancos, el 0.3% son afroamericanos, el 1.0% son amerindios, el 0.1% son de otras razas y el 5.7% son de una mezcla de razas. Del total de la población, el 2.5% son hispanos o latinos de cualquier raza.